# علی‌پور چتهه
علی‌پور چتهه (به انگلیسی: Alipur Chatha) یک شهر در پاکستان است که در ناحیه گوجرانوالا واقع شده‌است. علی‌پور چتهه ۴۱۸ متر بالاتر از سطح دریا واقع شده‌است.